# 森下正明
森下 正明（もりした まさあき、1913年〈大正2年〉1月27日 - 1997年〈平成9年〉2月25日）は、日本の生態学者。京都大学名誉教授。日本における個体群生態学の建設者。理学博士（京都大学、1950年）。正四位。大阪市東区東雲町59番地（旧住所表示）生まれ。

## 人物評
今西錦司とともに京都学派を代表する動物生態学者であり、内田俊郎と共に個体群生態学の発展期に日本の動物個体群生態学を牽引した。ただし内田が室内実験的研究を得意としたのに対して、森下は主として統計学を駆使して野外研究のデータを数理解析する手法によっており、この分野で独創的な貢献をした。
教育者としても大きな足跡を残しており、教諭を務めた京都府立鴨沂高等学校で生物研究会の顧問として指導にあたった。そのクラブ員には、日下部有信（大谷大学名誉教授）、辻英夫（京都大学名誉教授）、川那部浩哉（京都大学名誉教授、滋賀県立琵琶湖博物館名誉学芸員、前館長）などがいた。また九州大学と京都大学で育てた弟子の多くが、昭和末期から平成にかけて日本の動物生態学の指導的な地位に就くことになる。
日本生態学会全国委員・同編集委員・同学会九州地区および近畿地区会長、個体群生態学会会長を歴任。また京都府文化財専門委員、京都市公害対策審議会委員なども歴任した。
九州大学時代以降は統計生態学の理論研究が主たる業績となったこともあり、個体群生態学の日本の生態学者の多くにとっては数理的な解析を得意とする理論派として記憶されるが、本人はアリの自然史的な研究を生涯愛し、晩年公的な地位を退いてからも、日本蟻類研究会を活動の舞台としてアリの研究を続けた。この方面では日本産のアリのいくつかの新種記載に際して、森下に敬意を表した献名が行われている。
- 京都学派の仲間：上山春平・桑原武夫・吉良竜夫（植物生態学）
- 弟子筋に当たる研究者（京都大学）：梅棹忠夫（数理生態学・民族学）・河合雅雄（霊長類学）・伊谷純一郎（霊長類学）・川那部浩哉（京都大学名誉教授）・長谷川博（海鳥研究者・東邦大学名誉教授）
- 弟子筋にあたる研究者（九州大学）：小野勇一（九州大学名誉教授）、菊池泰二（九州大学名誉教授、海洋生物の動物生態学）
- 弟子筋に当たる研究者（京都府立鴨沂高校）：辻英夫（京都大学名誉教授）、日下部有信（大谷大学名誉教授）
- 理論生態学を継承した人物：巌俊一（病気のため森下より早く亡くなる）

## 主な研究成果
- 個体群生態学における生物の分布様式を示す指数である、森下のIδ指数を考案。
- 群集の類似度を示す指数であるCλ指数を考案。
- ヒメアメンボを素材とした研究で、野外の動物個体群の分散が密度の上昇とともに高まることを初めて実証。
- アリジゴクを材料として、生物の環境に対する反応と個体群密度を一元的に理解し、複雑な環境を生物の密度に換算して評価する画期的な理論「環境密度理論」を構築。

## 森下正明研究記念館
森下正明の業績を後世に残すため、森下正明が研究生活を送った京都市左京区の京都大学北部構内近くの居宅跡に『森下正明研究記念館・エスパス百万遍』が森下正明の95回目生誕日記念日である2008年1月27日に完成した。エスパスとはEspace（フランス語）で、空間あるいは場所という意味の名詞で英語ではSpaceである。個体群生態学の大きなテーマである空間という意味と教え子達の間における森下邸の呼び名であった『百万遍』に因んで名称がつけられた。

## 一般財団法人京都大学名誉教授森下正明研究記念財団
一般財団法人京都大学名誉教授森下正明研究記念財団は森下正明の研究精神を後世に継承するため、森下正明研究記念館を本部として設立された。2016年3月に森下財団紀要1号を発行した。

## エピソード
- 京都大学系の知識人に多いことであるが、森下も外国語による論文などの名前の表記は本人のこだわりから、英語を下敷きとしたヘボン式系のローマ字表記ではなく、訓令式系のローマ字で、MORISITAとしていた。前項にの献名を受けたアリの英文名もshiでなくsiである。パスポート取得の際、本人曰く「僕はいつもMorisitaで公式にも通っているんだがねェ」と語っていたが旅券法上やむをえずMORISHITAにした。
- 森下が出した学位は大変少なく4人にだけである。
- 「なぜ在任期間が短いのに名誉教授の称号が授与されたのか」の質問に対し森下の公式と呼ばれる公式を確立したからと話していた。本人はIδ指数のことを通称で森下の公式と語っていた。九州大学近くの海岸にはIδ指数の考案の元となった2本の松が存在した。
- 父の仕事の関係で高等学校時代などを高知市で過ごす。研究者の間ではよく高知県出身と誤解されがちであるが本人は高知県には地縁があるが大阪出身と語っていた。
- 京都大学の生態学と言えば、今西錦司の流れを汲むいわゆる今西学派が有名であるが、森下の業績には直接には今西の影響が見て取れにくく、むしろ正当な個体群生態学の流れにあると見なされがちである。しかし、彼はその初期の活動を今西錦司と共に歩んでおり、国外への探検行にも同行している。また、『動物の社会』では、その冒頭にかなりの項を裂いて今西の種社会論を解説している。
- 今西錦司を隊長とした1942年に中国東北部に横たわる巨大な山塊、大興安嶺山脈への探検隊、『大興安嶺探検隊』に副隊長と参加。今西錦司と共に指揮を執る。森下は茶道をたしなんでいたこともあり、この探検中にも折に触れてフィールドで抹茶をたて、仲間に振舞った。この探検隊には当時学生であった梅棹忠夫も参加した。この様子は日本経済新聞の私の履歴書で今西錦司が1973年1月、梅棹忠夫が1996年1月にそれぞれが執筆し森下正明のことについても詳しく触れ掲載された。さらに梅棹忠夫は2007年9月に、この探検隊の模様を 読売新聞 『時代の証言者』でも森下正明について執筆がなされた。

## 献名を受けたアリ
- キバオレウロコアリ Pyramica morisitai (Ogata & Onoyama, 1998)
土壌動物の特異な捕食行動で知られるフタフシアリ亜科ウロコアリ類に属し、沖縄本島でしか採集されていない希種。
- モリシタカギバラアリ Proceratium morisitai Onoyama & Yoshimura, 2002
ハリアリ亜科の中で腹部が腹方に著しく湾曲するカギバラアリ属の希種で、本州、四国、壱岐に分布。
- モリシタケアリLasius (Dendrolasius) capitatus (Kusnetzov-Ugamsky, 1928)
ヤマアリ亜科ケアリ属クサアリ亜属に属するクロクサアリに縁の近い希種で、本州の中央部に分布。本種は学名にも献名されてLasius (Dendrolasius) morisitai Yamauchi, 1979とされていたが、丸山宗利の研究により近縁種のフシボソクサアリに当てられていた学名の原記載が本種のものであることが判明し、2005年にシノニムとして整理された。

## 略歴
- 1913年1月27日 - 大阪市東区東雲町59番地（のち大阪市中央区玉造2丁目）にて生誕
- 1929年
  - 3月 - 土佐中学校（旧制）（現：土佐中学校・高等学校）卒業
  - 4月 - 官立高知高等学校（現・高知大学）入学
- 1932年
  - 3月 - 官立高知高等学校 (旧制)卒業
  - 4月 - 京都帝国大学農学部農林生物学科卒業
- 1935年 3月 - 京都帝国大学農学部農林生物学科卒業 京都帝国大学副手
- 1937年 - 立命館商業学校講師 グライダー部顧問。2級滑空士免許取得
- 1939年
  - 立命館商業学校講師退職をして今西探検隊参加
  - 今西錦司と二人で蒙古馬車探検
- 1941年 - ポナペ島（ミクロネシア連邦ポナペ島）探検
- 1942年 - 大興安嶺（中華人民共和国・黒龍江省）探検（副隊長・漠河隊長）
- 1946年
  - 4月 - 旧制京都府立嵯峨野高等女学校
  - 10月 - 京都府立鴨沂高等学校教諭（学制改革により移動）
- 1950年 - 京都大学博士号 取得[2]
- 1953年 - 九州大学理学部生物学科助教授（生態学講座）
- 1964年 - 日本動物学会賞 受賞
- 1965年 - 京都大学理学部動物学科教授（動物生理・生態学講座）
- 1967年 - 京都大学理学部附属瀬戸臨海実験所（のち京都大学フィールド科学教育研究センター瀬戸臨海実験所水族館）[3]
- 1976年 - 京都大学退官・京都大学名誉教授称号授与
- 1986年 - 勲三等旭日中綬章受章
- 1994年 - Distinguished Statistical Ecologist Award 国際生態学会賞 受賞
- 1997年2月25日 - 京都市内にて逝去（享年84）正四位 墓所は大本山百万遍知恩寺

## 受賞歴・叙勲歴
- 1964年10月14日 - 日本動物学会賞を受賞
- 1986年 4月29日 - 勲三等旭日中綬章叙勲
- 1994年 8月22日 - Distinguished Statistical Ecologist Award（国際生態学会賞）
- 1997年 2月25日 - 正四位

## 主な研究論文
- 森下正明研究記念館 資料室
- 樹上に於けるクロヤマアリと他種の蟻との関係
  - ［森下正明生態学論集第一巻．思索社．1979］ISBN 4-7835-0072-X Cコード 3345
- 蟻の活動の日周期 (I) クロヤマアリの活動
  - ［森下正明生態学論集第一巻．思索社．1979］ISBN 4-7835-0072-X Cコード 3345
- 蟻の活動の日周期 (II) トビイロケアリの活動
  - ［森下正明生態学論集第一巻．思索社．1979］ISBN 4-7835-0072-X Cコード 3345
- ヒメアメンボの棲息密度と移動－動物集団についての観察と考察－．
  - ［森下正明生態学論集第二巻．思索社．1979］ISBN 4-7835-0073-8 Cコード 3345

『森下正明生態学論集』全2集が思索社より出版された。
森下正明研究記念館 資料室にすべてPDFで掲載されている。

## 参考サイト
- 一般財団法人京都大学名誉教授森下正明研究記念財団
- 森下正明論文集